# Luke Shaw
Luke Paul Hoare Shaw (Kingston upon Thames, Anglaterra, 21 de juliol de 1995) és un futbolista anglès. Es va formar a les categories inferiors del Southampton FC. Actualment juga al Manchester United FC. També forma part de la selecció anglesa.

## Trajectòria

### Manchester United
L'estiu del 2014, després de l'eliminació de la selecció anglesa del Mundial 2014, es va fer oficial el seu traspàs al Manchester United. Shaw va firmar un contracte per quatre anys, i el Manchester United va pagar al voltant de 37 milions d'Euros pel seu fitxatge.